# TimeSplitters
TimeSplitters est une série de jeux vidéo de tir à la première personne développé par Free Radical Design. TimeSplitters est souvent comparé aux autres jeux du même genre tels que GoldenEye 007 et Perfect Dark développés par Rare, puisque l'équipe de développement de la série est composée d'anciens employés de l'entreprise. L'élément principal du jeu est le voyage dans le temps, et consiste à visiter divers mondes à divers époques afin d'y combattre les ennemis.

## Jeux de la série
- TimeSplitters est le premier opus de la série. Il sort aux États-Unis le 23 octobre 2000 sur PlayStation 2[1] au lancement de la console, puis le mois suivant en Europe le 24 novembre 2000[jv 2]. Le jeu met en scène des mondes se déroulant entre l'an 1935 et 2035[jv 3]. Il pose les bases du scénario et présente les personnages principaux du jeu, qui apparaîtront également dans les épisodes suivants de la série.
- TimeSplitters 2 sort sur PlayStation 2, GameCube et Xbox[jv 4],[jv 5],[jv 6] aux États-Unis et en Europe en octobre et novembre 2002. Le jeu reprend les principaux personnages et le scénario de son prédécesseur.
- TimeSplitters: Future Perfect sort sur PlayStation 2, GameCube et Xbox aux États-Unis et en Europe en mars 2005.

### Jeuxvideo.com
1. ↑  « TimeSplitters 2 : Test - Playstation 2 », Jeuxvideo.com (consulté le 10 août 2012)
2. ↑  « TimeSplitters : Fiche complète - Playstation 2 », Jeuxvideo.com (consulté le 11 août 2012)
3. ↑  « TimeSplitters : Test - Playstation 2 », Jeuxvideo.com (consulté le 12 août 2012)
4. ↑  « TimeSplitters 2 : Fiche complète - Playstation 2 », Jeuxvideo.com (consulté le 12 août 2012)
5. ↑  « TimeSplitters 2 : Fiche complète - Gamecube », Jeuxvideo.com (consulté le 12 août 2012)
6. ↑  « TimeSplitters 2 : Fiche complète - Xbox », Jeuxvideo.com (consulté le 12 août 2012)